# خفاف

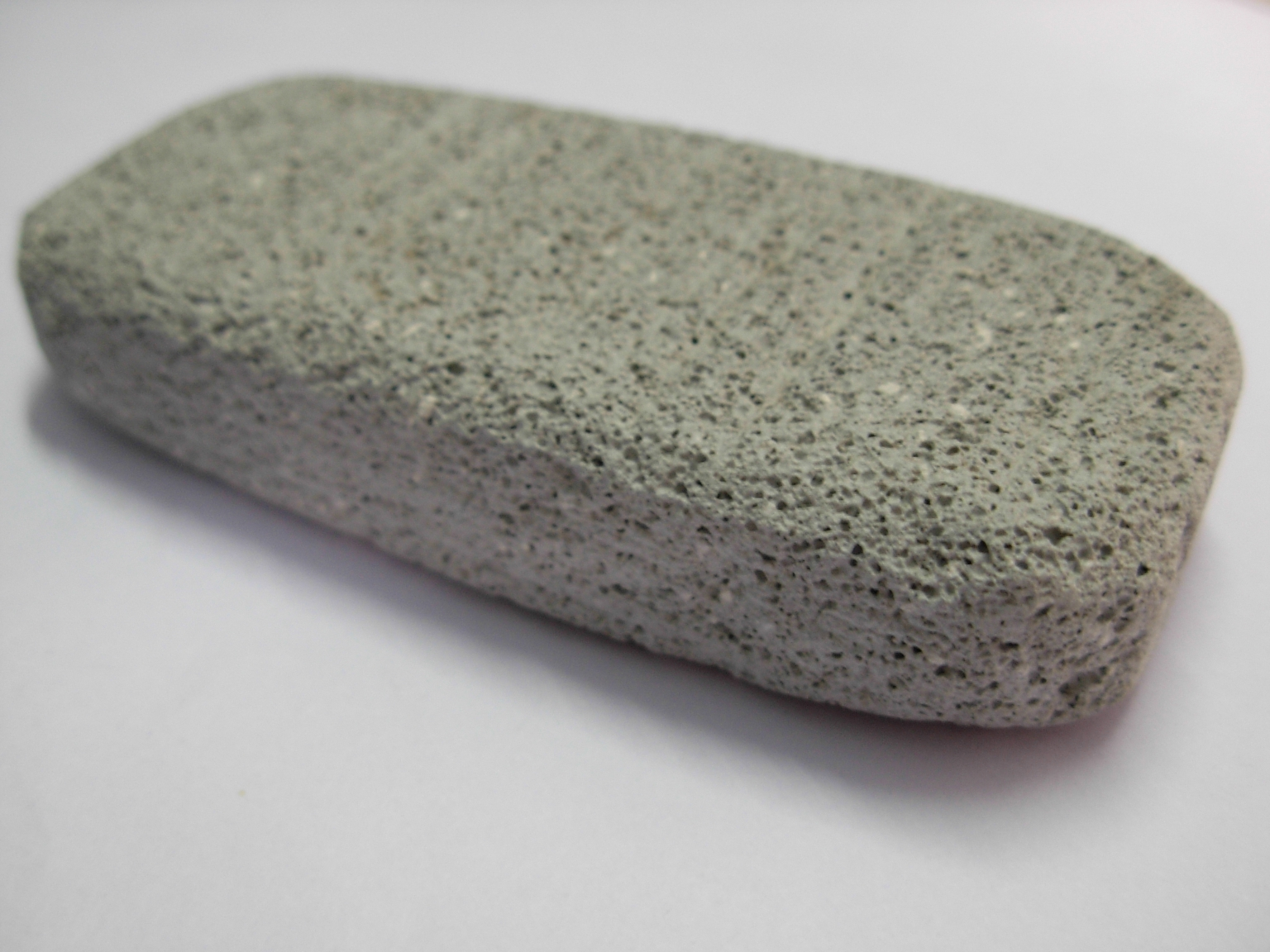
حجر الخفاف

حجر (البيومس) الخُفاف أو الخَفّان أو الرَّخْفَةُ والجمع: رِخَاف أو الكذان أو النسفة هو صخر بركاني زجاجي خفيف، مسامي تملؤه الثقوب الناتجة عن احتباس بعض فقاعات الغاز أثناء تصلبه من الطفح البركاني، يستعمل كمادة ساحجة ويدخل في كثير من مستحضرات الطلاء. أهم مواطن وجوده في جزر ليباري على شواطئ إيطاليا، يسمى أيضاً: خرفش.
هو زجاج بركاني ينشأ كرغوة مليئة بالفقاعات والغاز الساخن. وهو يبرد بسرعة شديدة، تاركا الفقاعات كمسامات. وغالبا ما يكون هناك العديد من المسامات مما يجعل حجر الخفاف خفيف جدا بحيث يطفو على الماء.
إن معظم المسامات صغيرة جدا وغير متصلة ببعضها البعض، ولذلك لا يمكن للزيت، الماء، أو الغاز أن يتدفق عبر هذا الصخر.
يعتبر الجزء الزجاجي الصلب من الخفاف قاس جدا، ولذلك تتواجد قطع الخفاف في الحمامات، حيث يستخدمها الناس لإزالة الأوساخ العنيدة أو الجلد القاسي بالفرك. وعند طحنه إلى مسحوق، يستخدم الخفاف كذلك لأغراض التنظيف الصناعية.

## معرض صور

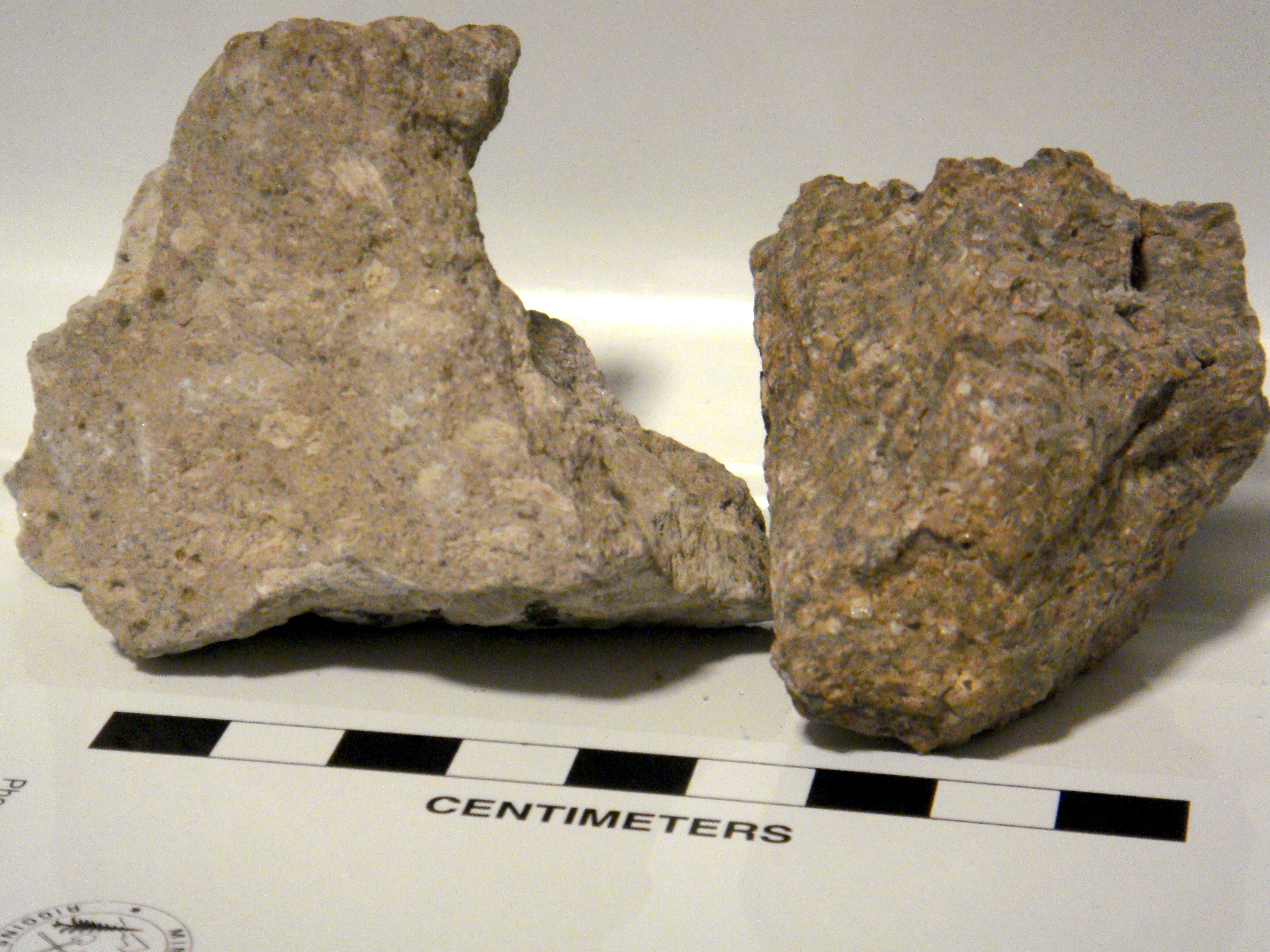
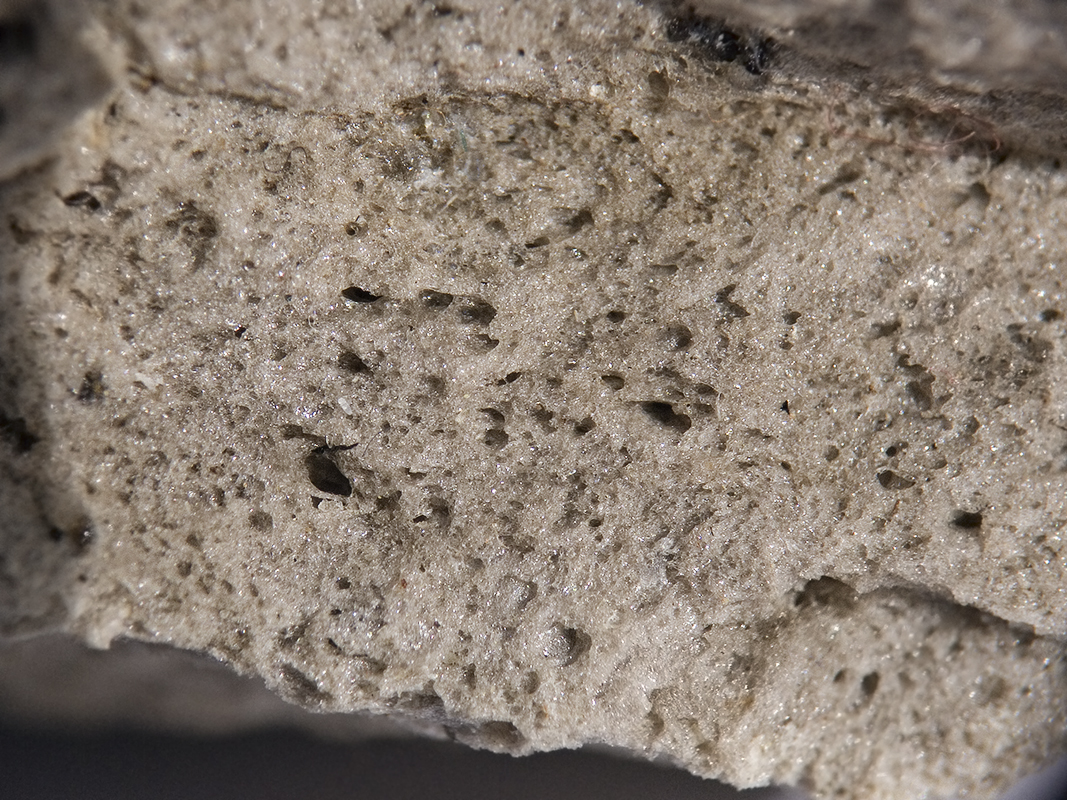
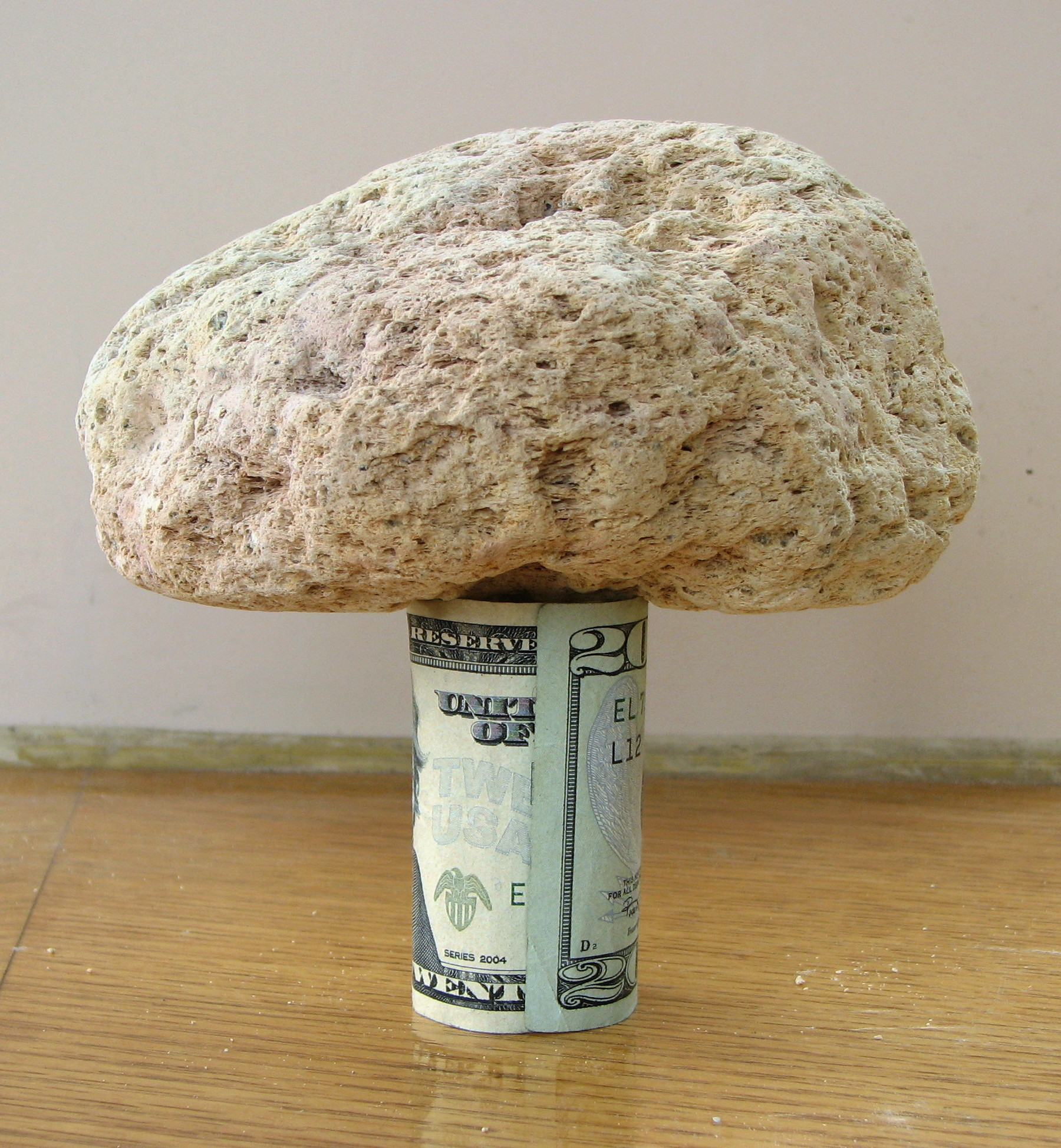